# 沙尔克阿达斯
沙尔克阿达斯是巴西南大河州的一个市镇。总面积217平方公里，总人口33708人，人口密度155.3人/平方公里。